# Laelia conioptera
Laelia conioptera är en fjärilsart som beskrevs av Collenette 1936. Laelia conioptera ingår i släktet Laelia och familjen tofsspinnare. Inga underarter finns listade i Catalogue of Life.